# 10 Pułk Artylerii Górskiej (austro-węgierski)
Pułk Artylerii Górskiej Nr 10 (GAR. Nr. 10) – pułk artylerii górskiej cesarskiej i królewskiej Armii.

## Historia pułku
Pułk został utworzony 1 marca 1913 roku na terytorium 15 Korpusu. Sztab pułku stacjonował w Tuzli, a dywizjon armat w Višegradzie. Dywizjon haubic był detaszowany do Rovereto na terytorium 14 Korpusu, natomiast kadra zapasowa znajdowała się w Przemyślu na terytorium 10 Korpusu, z którego pułk czerpał uzupełnienia. 
Pułk wchodził w skład 2 Brygady Artylerii Górskiej w Sarajewie, natomiast dywizjon haubic był podporządkowany komendantowi 1 Brygady Artylerii Górskiej w Bressanone.

## Żołnierze
Komendanci pułku
- ppłk / płk Leo von Smekal (1913[1] – 1915)
- płk Ewald Botschen (1918)

Oficerowie
- kpt. Tadeusz Bolesław Łodziński
- kpt. Marian Zarzycki
- por. rez. Józef Adamowski[a]
- ppor. Władysław Brzozowski
- ppor. rez. Jan Ślepowron-Jastrzębski
- ppor. rez. Władysław Kowalski[b]
- ppor. rez. Józef Rymut